# Obwód kirowski
Obwód kirowski (ros. Кировская область, Kirowskaja obłast´) – jednostka administracyjna Federacji Rosyjskiej. Wchodzi w skład Nadwołżańskiego Okręgu Federalnego, a także Wołżańsko-Wiackiego regionu ekonomicznego.

Powierzchnia obwodu wynosi 120 374 km², a zamieszkuje go 1 251 182 osób (2021), z czego w miastach zamieszkuje 78,46% populacji obwodu (2020). Centrum administracyjnym obwodu jest Kirow, odległy od Moskwy o 896 km. Inne duże miasta obwodu to: Kirowo-Czepieck, Słobodskoj, Wiatskije Polany, Kotielnicz. W skład obwodu kirowskiego wchodzi: 39 rejonów municypalnych, 5 wydzielonych okręgów miejskich i jedno miasto zamknięte Pierwomajskij.

Obwód kirowski graniczy od wschodu z Krajem Permskim i Republiką Udmurcką, od północy z Republiką Komi i obwodem archangielskim, od zachodu z obwodami: wołogodzkim, kostromskim i niżnonowogrodzkim, a od południa z republikami: Mari El i Tatarstanu.

Obwód kirowski powstał w 1936 r. z połączenia obszaru wydzieleniu z Udmurckiej ASRR i Kraju Kirowskiego (powstał w 1934 r. z części terytorium guberni wiackiej włączonej w 1929 r. do Obwodu niżnonowogrodzkiego). Obwód kirowski graniczy z większą liczbą regionów niż jakikolwiek inny
w Rosji.

## Geografia
Obwód położony jest w północno-zachodniej części Niziny Wschodnioeruopejskiej, w środkowo-wschodniej części Rosji europejskiej.

### Rzeźba terenu
Obszar obwodu kirowskiego jest pagórkowaty. Teren obniża się z północnego wschodu na południowy zachód. Różnica wysokości wynosi 285 m (od 86 do 337 m). W środkowej części obwodu znajdują się Uwał Wiacki, na północnym wschodzie Wyżyna Wierchniekamskaja (z najwyższym punktem obwodu – górą Krasnojar), a na północy Uwały Północne.

### Hydrologia
W obwodzie znajdują się 19 753 rzeki, o łącznej długości 66 650 km. Uwały Północne rozdzielają dorzecza dwóch rzek Dwiny i Wołgi. Znaczny obszar obwodu zajmuje dorzecze rzeki Wiatki, będącej prawym dopływem Kamy, należącej do zlewni Wołgi. Ujście Wiatki do Kamy znajduje się już na terytorium ościennego Tatarstanu. Z kolei Kama w swoim górnym biegu, również przepływa przez obwód kirowski. Poza Wiatką i Kamą inne duże rzeki w obwodzie kirowskim to: Mołoma, Piżma, Łuza, Kobra i Czepca.

W regionie tym znajduje się również 4500 jezior. Do największych należą: Akszubeń (pow. 85 ha), Orłowskoje (63 ha), Muserskoje (32 ha). Najgłębszym jeziorem jest Leżninskoje – 36,6 m.

Cechą charakterystyczną północnej części obwodu jest duża ilość występujących tu bagien. W rejonie Wierchnokamskim zajmują około 40% powierzchni. Największe bagna to: Wołmienskoje – pow. 13 514 ha, Sałamatjewskoje – 10 556 ha i Kajsinskoje – 10 517 ha.

### Klimat
Obwód kirowski znajduje się w strefie klimatu umiarkowanego kontynentalnego. Bliskość Oceanu Arktycznego wpływa na częsty napływ chłodnego powietrza nad ten region. Stąd zimą występują silne mrozy, a w letnich miesiącach zdarzają się przymrozki i nagłe ochłodzenia.

Średnia wieloletnia temperatura stycznia wynosi –13,5 °C – –15 °C a lipca +17 °C – +19 °C. Temperatury maksymalne osiągają +38 °C – +40 °C a minimalne –45 °C – –50 °C. Przeciętne roczne opady mieszczą się w przedziale 500–680 mm, na północy 590–680 mm, a na południu 500–550 mm.

## Historia
W 1920 r. na części Sarapułskiego ujezdu w guberni wiackiej utworzono Wotiacki Obwód Autonomiczny wchodzący w składy Rosyjskiej FSRR, a dwie wołosti włączono w skład Tatarskiej ASRR. Natomiast pozostałą część Sarapułskiego ujezdu włączono w skład guberni permskiej. W latach 1923–1929 w RFSRR przeprowadzono reformy mające na celu zlikwidowanie dawnego podziału terytorialno-administracyjnego i powstanie nowych większych regionów. 14 stycznia 1929 r. dekretem prezydium WCIK z terytorium guberni niżnonowogrodzkiej i wiackiej oraz z niewielkiej części guberni włodzimierskiej i kostoromskiej utworzono Obwód niżnonowogrodzki. 15 lipca 1929 r. utworzono Kraj Niżnonowogrodzki (od 1932 r. Gorkowski) w skład, którego weszły: obwód niżnonowogrodzki, Maryjski Obwód Autonomiczny i Czuwaska ASRR. Terytorium obwodu niżnonowogrodzkiego zostało podzielone na 4 okręgi: wiacki, kotielniczecki, niżnonowogrodzki i nolinski. W 1930 r. zniesiono podział na okręgi, a ich obszar przeszedł pod bezpośrednią władzę regionalną.
7 grudnia 1934 r. zmieniono nazwę miasta Wiatka na Kirow i jednocześnie z Kraju Gorkowskiego wydzielono Kraj Kirowski, w którego skład weszło 37 rejonów Kraju Gorkowskiego, Udmurcka ASRR oraz wotkiński i sarapułski rejon z obwodu swierdłowskiego. W 1936 r. w oczekiwaniu na przyjęcie nowej konstytucji RFSRR zlikwidowano podział na Kraje. Z Kraju Kirowskiego wydzielono Udmurcką ASRR, a nazwę zmieniono na obwód kirowski. 22 października 1937 r. dekretem WCIK z obwodu kirowskiego wyłączono i przyłączono do Udmurckiej ASRR rejony: wotkiński, sarapułski, karakulinski i kijasowski. W 1941 r. do obwodu kirowskiego przyłączono z obwodu archangielskiego rejony: oparinski, łalski i podosinowski.

## Władze
Na czele obwodu stoi gubernator. Od 14 stycznia 2014 do czasu przeprowadzenia wyborów obowiązki gubernatora pełni Nikita Biełych. Władzę ustawodawczą w obwodzie sprawuje lokalna Kirowska duma obwodowa złożona z 54 deputowanych. Władzę wykonawczą sprawuje regionalny rząd.

## Tablice rejestracyjne
Tablice pojazdów zarejestrowanych w obwodzie kirowskim mają oznaczenie 43 w prawym górnym rogu nad flagą Rosji i literami RUS.